# Мачакос
Мачакос (свах. Machakos) је град у Кенији, 64 km удаљен од Најробија у Источној провинцији. Има 170.606 становника (2019) и окружен је брдовитим тереном. 

## Историја
Основан је 1889, десет година пре Најробија. Био је први административни центар британске управе, а онда је Најроби постао центар 1899. Мачакос није био на траси железнице, која се тада градила.
У Мачакосу је 20. јула 2002. године потписан Протокол који је довео до Свеобухватног мировног споразума у Најваши потписаног 2005. године са циљем окончања сукоба у Судану.

## Демографија
Мачакос је град чији број становника брзо расте. Број становника је био следећи у претходна три пописа:
- 1999. године - 144.109 становника
- 2009. године - 150.041 становник
- 2019. године - 170.606 становника[2]

У граду је бројно становништво народа Камба. Оригинално име града је Масуку. Масуку је било име врача из народа Камба који је вешто прогнозирао када ће падати киша, а живео је у предколонијално време мало пре енглеске колонијалне окупације.